# VI Конгреса Комінтерна
VI Конгре́са Комінте́рна (рос. VI Конгресса Коминтерна) — селище у складі Рубцовського району Алтайського краю, Росія. Входить до складу Вишньовської сільської ради.
Стара назва — VI Конгрес Комінтерна.

## Населення
Населення — 196 осіб (2010; 214 у 2002).
Національний склад (станом на 2002 рік):
- росіяни — 95 %